# 핑촨구

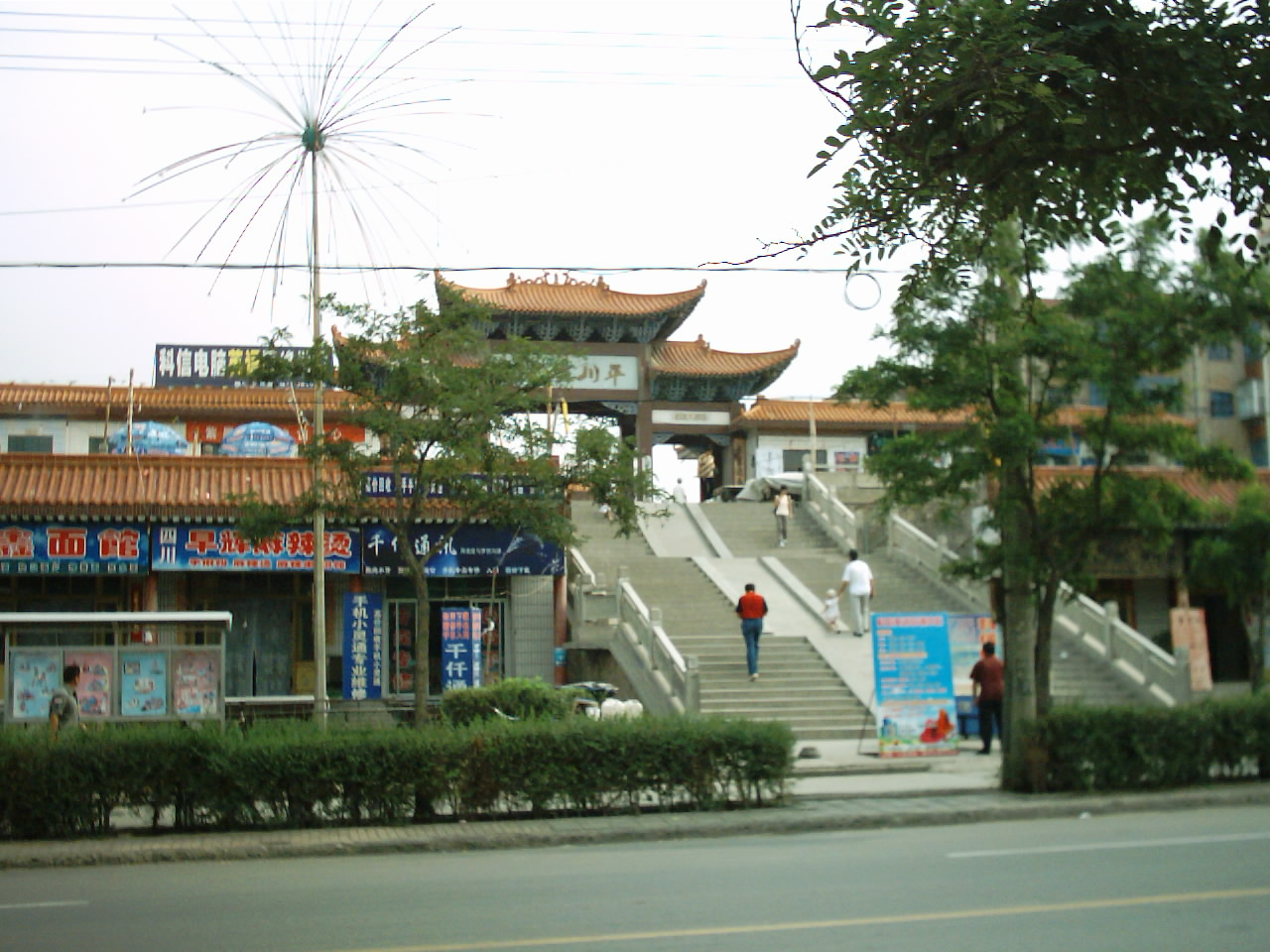

핑촨구(한국어: 평천구, 중국어: 平川区, 병음: Píngchuān Qū)는 중화인민공화국 간쑤성 바이인 시의 현급 행정구역이다. 넓이는 2,106km2이고, 인구는 2007년 기준으로 200,000명이다.

## 행정 구역
4개 가도, 3개 진, 4개 향을 관할한다.
- 가도변사소: 宝积路街道, 电力路街道, 兴平路街道, 红会路街道.
- 진: 王家山镇, 水泉镇, 共和镇.
- 향: 宝积乡, 黄峤乡, 种田乡, 复兴乡.